# Casio Exilim EX-S100
Le Casio Exilim EX-S100 est un appareil photographique numérique de type compact fabriqué par Casio dans la gamme Exilim Card série S.
|  |  |  |

Commercialisé au mois d'août 2004, le S100 est un appareil de dimensions réduites: 8,8 x 5,7 x 1,7 cm.

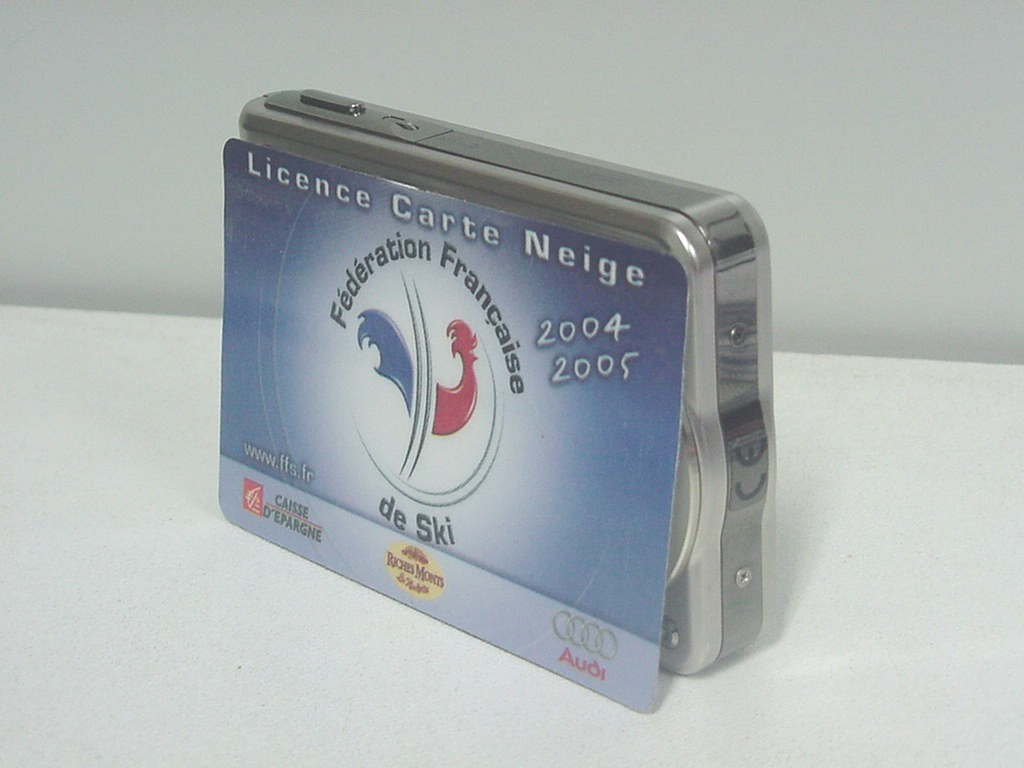
Comparaison avec une carte de licence de la fédération française de ski

Son boîtier est miniaturisé et n'est pas plus grand qu'une carte de crédit. Son objectif possède en première mondiale une lentille en céramique. Il possède une définition de 3,2 mégapixels et est équipé d'un zoom optique de 2,8x.

Sa portée minimum de la mise au point est de 40 cm mais ramenée à 17 cm en mode macro.

Son automatisme gère 23 modes Scène pré-programmées appelées "BestShot" afin de faciliter les prises de vues (paysage, portrait, portrait avec paysage, coupling shot, pré-shot, enfant, portrait aux chandelles, animal, fleurs, fête, vert naturel, portrait nuit, feux d'artifice, nocturne, aube/crépuscule, nourriture, texte, collection, sports, monochrome, rétro, foyer doux, eau qui s'ecoule lentement, eau qui éclabousse, carte de visite, photo d'identité, coucher de soleil, projection).

L’ajustement de l'exposition est automatique et permet également un mode manuel avec un ajustement dans une fourchette de ±2.0 par paliers de 0,33 EV.

La balance des blancs se fait de manière automatique, mais également semi-manuel avec 5 options pré-réglées (lumière du jour, lumière au tungstène, nuageux, lumière teintée et tubes fluorescents).

La fonction "Réduction du bruit" s’active automatiquement lorsque la vitesse d’obturation est lente.

Son flash incorporé a une portée effective de 0,4 à 2,4 m en grand-angle et 0,4 à 1,5 m en téléobjectif et dispose de la fonction atténuation des yeux rouges et de la fonction "Flash Assist" qui éclaircit automatiquement le sujet.

Le S100 est livré avec une station d'accueil qui permet de recharger la batterie de l'appareil, de visualiser les images sur une télévision et de transférer vers un ordinateur.

## Caractéristiques
- Capteur CCD taille 1/3,2 pouce - 3,34 millions de pixels, effective: 3,2 millions de pixels
- Zoom optique: 2,8x, numérique: 4x
- Distance focale équivalence 35 mm: 36-102 mm
- Ouverture de l'objectif: F/4,0-F/6,6
- Sensibilité: auto et manuel 50 - 100 - 200 et 400 ISO
- Vitesse d'obturation: 4 à 1/2000 seconde
- Stockage: Secure Digital SD et MultiMedia Card MMC - mémoire interne de 9,3 Mo
- Définition image maxi: 2048x1536au format JPEG (Exif 2.2)
- Autres définitions: 2048 × 1360, 1600 × 1200, 1024 × 768 et 640 × 480
- Définitions vidéo: 320 × 240 à 15 images par seconde au format AVI.
- Connectique: Docking station, USB 1.1
- Compatible Pictbridge
- Technologie Print Image Matching, norme des imprimantes Epson
- Écran LCD de 2 pouces - matrice active TFT de 84 960 pixels
- Batterie propriétaire rechargeable lithium-ion type NP-20
- Poids: 115 g sans accessoires (batterie-carte mémoire) - 123 g avec batterie
- Finition: Acier inoxydable ou blanc "White Passion".